# Vyborg–Petrozavodsk-offensiven
Vyborg–Petrozavodsk-offensiven var en strategisk offensiv under Fortsættelseskrigen i 2. Verdenskrig. Offensiven blev gennemført af sovjetiske tropper fra fronten ved Leningrad og den karelske front mod finske tropper på det Karelske næs og i Østkarelen. Offensiven var en begrænset sovjetisk sejr. De sovjetiske tropper besatte det meste af Østkarelen og byen Vyborg (finsk: Viipuri) på det Karelske næs. Offensiven trak tyske styrker væk fra Heeresgruppe Mittes område, og svækkede de tyske stillinger i Hviderusland op til indledningen af Operation Bagration. De sovjetiske styrker nåede dog ikke deres egentlige mål, som bestod i at trænge frem til Kymijoki-floden og nedkæmpe den finske hær. Vyborg–Petrozavodsk-offensiven var den mest omfangsrige operation, der er gennemført i Norden.
Offensiven bestod af operationer på to fronter:
- Vyborg-offensiven (10. juni 1944 – 20. juni 1944) ved Leningradfronten
- Svir–Petrozavodsk-offensiven (21. juni 1944 – 9. august 1944) ved den Karelske Front

## Baggrund
I januar 1944 havde sovjetiske tropper endeligt brudt blokaden af Leningrad og drevet den tyske Heeresgruppe Nord tilbage til en linje Narva-Ilmen-søen-Pskov. Finland havde bedt om fredsforhandlinger i februar, men afviste de sovjetiske betingelser. Da den finske afvisning blev kendt, og et sovjetisk gennembrud til Østersøen blev stoppet af Tyskland i Slaget ved Narva, besluttede den sovjetiske overkommando Stavka at forberede en offensiv, der skulle tvinge Finland ud af krigen.

## Planen
Stavkas plan gik ud på en offensiv på to fronter. Den ene fra Leningrad via Vyborg til floden Kymijoki og den anden over Svir-floden gennem Petrozavodsk og Sortavala forbi grænsen fra 1940 som forberedelse til et fremstød dybt ind i Finland. Ifølge planen skulle den finske hær nedkæmpes på det Karelske næs, og resterne sluttes inde mod den vestlige bred af Ladoga-søen mellem de to angrebskiler og Saimaa-søen.
Den finske hær havde forberedt forsvarsstillinger siden 1941, og på det Karelske næs var der tre forsvarslinjer. De første to var hovedforsvarslinjer, hvoraf den ene var bygget langs med frontlinjen fra 1941 og den anden, VT-linjen (Vammelsuu-Taipale), forløb 20 km bag frontlinjen. Disse linjer var forstærket af talrige betonstillinger, men var ikke færdiggjort. Den tredje linje, VKT-linjen (Viipuri-Kuparsaari-Taipale) var stadig på tegnebrættet, og etableringen blev indledt i slutningen af maj 1944 på Vyborg-delen af linjen. På den nordlige bred af floden Svir havde den finske hær forberedt et forsvar i dybden, som var befæstet med betonbunkers, pigtråd, forhindringer og skyttegrave. Bag grænsen fra 1940 var der efter Vinterkrigen blevet bygget forsvarslinjen Salpalinjen med betonbunkers foran floden Kymijoki.
For at overkomme disse forhindringer tildelte Stavka 11 divisioner og 9 kampvognsregimenter til Leningradfronten. Det betød, at der på det Karelske Næs befandt sig 19 divisioner, 2 befæstede regioner i divisionsstørrelse, 2 kampvognsbrigader, 14 kampvognsregimenter, som tilsammen rådede over 220 artilleri- og raketafskydningsbatterier (næsten 3.000 kanoner og Stalinorgler). Hertil kom 1.500 fly fra 13. luftarme og fly fra Østersøflåden foruden infanteri og skibe.
I Østkarelen planlagde Stavka at indsætte 9 divisioner, 2 minørbrigader, 2 kampvognsbrigader og 3 kampvognsregimenter og 3 kampvognsbataljoner. De blev støttet af flådeenheder på Ladoga- og Onega-søerne samt 7. luftarme.

## Vyborg-offensiven
På fronten på det Karelske Næs var der i gennemsnit 120 kanoner fra den Røde Hær for hver kilometer og på gennembrudsstykket var der op til 220 kanoner pr. kilometer i Slaget om Valkeasaari.
Offensiven blev indledt med et voldsomt luftbombardement fra den 1.600 fly stærke 16. luftarme. Den finske hær lå i stærke stillinger bag befæstede positioner, men det sovjetiske angreb underminerede de finske troppers modstandskraft, og mange finske enheder trak sig tilbage og blev ramt af tusinder af deserteringer. Den 9. juni startede den sovjetiske offensiv til overraskelse for den finske arme. I løbet af dagen erobrede de sovjetiske styrker skyttegrave ved fronten og ødelagde befæstninger, så de havde en god udgangsposition, dan hovedangrebet begyndte om morgenen den 10. juni. Dette rystede det finske forsvar i gennembrudsområdet. Allerede den 13. juni blev VT-linjen nået, og selv om den holdt stand i Slaget om Siiranmäki, blev stillingen gennembrudt i Slaget om Kuuterselkä den 15. juni.
Den finske arme prøvede at skaffe sig tid ved at kæmpe et forsinkelsesslag under tilbagetrækningen, så yderligere tropper fra Østkarelen kunne nå frem til fronten, og VKT-linjen kunne blive gjort klar til kamp. Den 19. juni havde de første sovjetiske styrker imidlertid nået Vyborg, og den første fase af offensiven var overstået, da byen faldt den 20. juni og den forsvarende 20. finske infanteribrigade flygtede i panik.
Mannerheim havde bedt om tysk assistance og den 17. juni ankom Gefechtsverband Kuhlmey i Finland, efterfulgt den 21. juni af 303. stormartilleribrigade (på halv styrke) og den 122. infanteridivision. Der blev også udleveret nye tyske anti-tankvåben til de finske tropper i form af Panzerfaust og Panzerschreck. Den 22. juni lykkedes det den tyske udenrigsminister von Ribbentrop at få en finsk garanti fra præsident Ryti om at Finland ville kæmpe til det sidste sammen med Tyskland.
Den 21. juni beordrede Stavka fortsatte angreb langs Imatra-Lappeenranta-Virojoki på Salpalinjen. En anden gruppe skulle angribe nordpå mod Käkisalmi (nu Priozersk) og omringe de finske styrker, der forsvarede den østlige ende af VKT-linjen samtidig med at der blev gjort forberedelser til at rykke frem mod Kotka, Kouvola og Kymijoki.
Med forstærkninger fra den finske arme var der nu 268.000 finske tropper med 2.350 kanoner, 110 kampvogne og 250 fly overfor de to sovjetiske fronter, 40% af soldaterne og kanonerne var på det Karelske næs. Alt i alt havde den Røde hær en 6:5 overmagt i mænd, en 3-5:1 overvægt i kanoner, fly og kampvogne overfor den finske hær.
Offensiven fortsatte indtil den 21. juni, hvor den Røde Hær forsøgte at gennembryde VKT-linjen ved Tali, mellem Vyborg bugten og Vuoksi-floden. I det efterfølgende slag lykkedes det tropperne fra Leningrad-fronten at gennembryde VKT-linjen ved Tali, men de blev bremset ved Ihantala i Slaget ved Tali-Ihantala, der var det største slag, der nogensinde er udkæmpet i Nordens historie. Da det stod klart, at et gennembrud ikke var muligt, forsøgte Leningrad-fronten at omringe forsvarerne med to angreb: Slaget ved Viipurinlahti og Slaget ved Vuosalmi. Den finske hær holdt imidlertid stand i disse områder. Den 15. juli fik den Røde Hær ordre til at gå i defensiven, og offensive enheder, fortrinsvis kampvogne blev overført til den tyske front for at deltage i Operation Bagration.

## Svir–Petrozavodsk-offensiven
Den finske hær havde tidligere trukket de fleste af dens styrker tilbage fra den sydlige bred af floden Svir, så da den Røde Hærs offensiv blev indledt den 20. juni opnåede den ikke den ønskede overraskelseseffekt. Tropperne fra den karelske front krydsede floden de følgende dag og sikrede sig et brohoved, der var 8 km dybt og 16 km bredt. Den 23. juni angreb en marinebrigade ved Tuulos bag de finske linjer og erobrede et brohoved mellem floderne Viteleenjoki og Tuuloksenjoki, og afskar således hovedvejen langs bredden af Ladoga. Olonets blev erobret den 25. juni og den 29. blev et af hovedmålene nået, da de sovjetiske styrker nåede Petrozavodsk.
Den finske hær trak sig yderligere tilbage samtidig med, at den sinkede de sovjetiske styrkers fremstød, således at den U-formede linje, som løb nordpå fra Pitkäranta til Loimola og Kivijärvi, kunne blive forstærket. De først enheder fra den karelske front nåede U-linjen den 10. juli, men var udmattede af den lange offensiv, og i Slaget ved Nietjärvi lykkedes det dem ikke at gennembryde forsvarslinjen.
Et sidste forsøg på at genoptage offensiven blev gjort længere nordpå, hvor to sovjetiske divisioner rykkede frem mod Ilomantsi. Deres angreb lykkedes i starten og divisionerne nåede frem til grænsen fra 1940 den 21. juli, og var hermed de eneste sovjetiske enheder, der nåede så langt i offensiven, men under Slaget ved Ilomantsi blev divisionerne slået og tvunget til at trække sig tilbage mod øst.

## Efterspil
Med den sovjetiske offensiv lykkedes det at generobre Østkarelen og drive den finske hær tilbage til den nordlige side af Vyborg-bugten og Vuoksi-floden. Offensiven betød også en genåbning af Kirov-jernbanen og Hvidehavskanalen for styrkerne på den karelske front.
Det lykkedes imidlertid ikke at gennembryde VKT-linjen og Salpalinjen, og det lykkedes heller ikke at nedkæmpe den finske hær. Rent faktisk var den finske hær bedre udrustet efter offensiven end før, som følge af det materiel, som var blevet leveret fra Tyskland. De sovjetiske styrker havde ikke held til at omringe enheder større end en bataljon i størrelse og selv de nåede at undslippe gennem skovene ved at efterlade deres tunge udstyr. Den sovjetiske hærs operationelle doktrin var til hjælp for den finske hær. Den officielle historie for det 58. infanteriregiment, som kæmpede mod den Røde Hær mellem Valkeasaari og Vyborg, bemærker at de finske enheder nogle gange kun overlevede, fordi de sovjetiske styrker nøje holdt sig indenfor de operationelle grænser de havde fået udstukket, og fordi de sovjetiske kommandører ledede ned i mindste detalje.
Den psykologiske effekt af offensiven på den finske ledelse må ikke undervurdres. Det var nødvendigt at indgå våbenhvile på barske betingelser. På den anden side havde finnerne stoppet offensiven efter blot 100 km på det Karelske næs, og Slaget ved Ilomantsi havde vist, at den finske hær stadig var en kampstyrke. Offensiven kunne kun fortsættes ved at overføre friske divisioner fra reserverne på den tyske front. For at nå en afslutning på konflikten med Finland, i stedet for at kræve betingelsesløs overgivelse, som det blev gjort den 20. juni, eller i tråd med Kliment Vorosjilovs forslag, hvor grænsen blev flyttet til Kymijoki floden, tilbød Sovjet den samme våbehviletraktat som i februar, med mindre indrømmelser for at sikre afslutningen på konflikten.